# Piabuna
Genre
Piabuna est un genre d'araignées aranéomorphes de la famille des Phrurolithidae.

## Distribution
Les espèces de ce genre se rencontrent aux États-Unis et au Mexique.

## Liste des espèces
Selon World Spider Catalog (version 17.5, 04/10/2016) :
- Piabuna brevispina Chamberlin & Ivie, 1935
- Piabuna longispina Chamberlin & Ivie, 1935
- Piabuna nanna Chamberlin & Ivie, 1933
- Piabuna pallida Chamberlin & Ivie, 1935
- Piabuna reclusa Gertsch & Davis, 1940
- Piabuna xerophila Chamberlin & Ivie, 1935

## Publication originale
- Chamberlin & Ivie, 1933 : Spiders of the Raft River Mountains of Utah. Bulletin of the University of Utah, vol. 23, no 4, p. 1-79 (texte intégral).